# The New York Times
The New York Times je ameriški dnevnik, ki od leta 1851 izhaja v New Yorku.
New York Times velja za najuglednejši ameriški dnevni časopis. Uredništvo je zanj prejelo 112 Pulitzerjevih nagrad, kar je največ med vsemi časopisi.
Ustanovila sta ga novinar in politik Henry Jarvis Raymond ter nekdanji bankir George Jones 18. septembra 1851 kot New-York Daily Times. Sedanje ime je časopis dobil leta 1857. Danes ga ustvarja ekipa okoli 1150 novinarjev.